# Vernon (Ardecha)
Vernon és un municipi (Comuna francesa) al districte (arrondissement) de L'Argentièira, cantó (canton) de Joyeuse, dins el departament de l'Ardecha a Occitània, al sud de França. Està a 250 m d'altitud.
Vernon es troba a la regió administrativa francesa d'Alvèrnia-Roine-Alps (Alvèrnia-Roine-Alps) a la vora dreta del riu Beaume. Ocupa una superfície de 3,71 km², i té 217 habitants, (2006), amb una densitat de 54 hab/km². Hi ha un dolmen i una cova on es van trobar artefactes del Paleolític.